# Houvin-Houvigneul
Houvin-Houvigneul település Franciaországban, Pas-de-Calais megyében. Lakosainak száma 244 fő (2022. január 1.). Houvin-Houvigneul Monts-en-Ternois, Magnicourt-sur-Canche, Moncheaux-lès-Frévent, Rebreuve-sur-Canche, Rebreuviette, Sibiville, Canettemont és Estrée-Wamin községekkel határos.

## Népesség
A település népességének változása:
| Lakosok száma | 229  | 225  | 233  | 232  | 235  | 238  | 238  | 241  | 244  |
|               | 2013 | 2015 | 2016 | 2017 | 2018 | 2019 | 2020 | 2021 | 2022 |